# Bert van Vlaanderen
Albert (Bert) van Vlaanderen (Tienhoven (Stichtse Vecht), 25 november 1964) is een voormalige Nederlandse langeafstandsloper, die tweemaal deelnam aan de Olympische Spelen. Hij liep in zijn carrière achttien marathons en had nooit langer dan 2,5 uur nodig. Viermaal werd hij Nederlands kampioen op de marathon.

## Biografie

### Via wielrennen in de atletiek
Zoals zovelen startte Van Vlaanderen in zijn jeugd zijn sportieve activiteiten met voetbal. Daarna stapte hij over op wielrennen. 'Ik had wat wielrenners in de familie en we gingen in het weekeinde nogal eens kijken bij allerlei koersen. Zo ben ik erin gerold, maar het werd me al snel duidelijk dat ik kracht tekort kwam. Dat merk je vooral bij de criteriums. Daar moet je na elke bocht weer aanzetten en dat ging me niet goed af.' Vanaf zijn zestiende deed hij als training 's winters aan wat trimloopjes mee om zijn conditie op peil te houden. 'En daar bleek dat ik vrij gemakkelijk mee kon komen. Ik heb als A-junior een jaartje bij Phoenix gezeten, maar ging daarna naar Hellas, waar meer leeftijdgenoten zaten. Ik kwam gelijk in de groep van Jon Wellerdieck, die toen nog Rob Druppers trainde.'
Van Vlaanderen heeft er nooit een geheim van gemaakt, dat hij de voorkeur gaf aan het lopen in het bos of van een cross boven de atletiekbaan. 'Ik voelde me als junior al niet erg thuis op de baan. Al die regels die daar gelden, het officiële van de wedstrijden spreekt mij niet aan. Ik wil vrijheid. Voor mij was het lopen een hobby, ik deed het voor mijn plezier en dat is zo gebleven.' Daarbij stemde hij zijn trainingsopbouw af op de marathon, want daar lag naar zijn mening zijn toekomst.

### Medaille op WK
In 1991 liep Bert van Vlaanderen zijn eerste marathon in Rotterdam als haas voor Tonnie Dirks en Aart Stigter. Na 25 kilometer voelde hij zich zó goed, dat hij besloot om door te lopen tot de finish. Daar bleek hij met 2:12.48 de snelste Nederlander en werd prompt Nederlands kampioen. Twee jaar later nam hij deel aan de wereldkampioenschappen in Stuttgart, waar hij zijn beste prestatie leverde door er op de marathon een bronzen medaille te veroveren. Hier liep hij een tijd van 2:15.12.
In 1990 leerde hij zijn partner Nanja kennen. "Ik ontmoette toen Nanja, mijn partner. Samen hebben we een geweldige hardlooptijd gehad. Vanaf het begin van onze ontmoeting hebben we een bewuste keus gemaakt om samen voor het hardlopen te gaan. Nanja is dus altijd overal mee naartoe gegaan en dat was hartstikke handig. Ze masseerde me en fietste vaak ook met me mee om drinken aan te geven."

### Olympische Spelen
Op de Olympische marathon in Barcelona in 1992 behaalde Van Vlaanderen een vijftiende plaats in een tijd van 2:15.47. Vier jaar later eindigde hij in Atlanta in 1996 als 45e in een tijd van 2:20.48. Zijn persoonlijk record op de marathon van 2:10.27 behaalde hij in 1998 op zijn laatst gelopen marathon. En opnieuw was Rotterdam het decor. "Ik was in supervorm en werd die dag tweede achter de Spanjaard Martín Fiz en hield heel wat gevestigde namen achter mij. Een jaar later ben ik weer gestart in Rotterdam, maar toen ben ik halverwege uitgestapt. Ik was ziek en had wat kleine blessures. Vanaf dat moment is het allemaal minder geworden."
Een bizar incident hield Bert van Vlaanderen af van wat wellicht een nog betere marathon had kunnen worden dan die, welke hij in 1998 in Rotterdam liep. In 1994 nam hij deel aan de marathon van Parijs. Half koers kwam hij daar door in 1:04.39 en dat was precies op het schema dat hem uiteindelijk op een eindtijd van 2:10 zou moeten brengen. Totdat hij na 23 kilometer werd aangereden door een motor en de rest van de 42 kilometer joggend moest afleggen. "De motorrijder wilde in een bocht binnendoor en zette zo zijn stuur onder m'n schouderblad. Hij raakte ook mijn arm. Even had ik het gevoel dat mijn longen dichtklapten, maar dat was snel over. Toen ik weer lucht kreeg heb ik geprobeerd in m'n tempo te komen, maar mijn arm bleef pijn doen. Ik kon me absoluut niet meer op mijn race concentreren. Als er een volgwagen in de buurt was geweest, was ik uitgestapt."

### Adviseur en trainer
Nadat het na zijn actieve periode jarenlang stil was geweest rond Bert van Vlaanderen, werd eind januari 2011 bekend, dat hij zich opnieuw gaat bezighouden met de atletiek. Van Vlaanderen is namelijk inmiddels aangetreden als adviseur en trainer bij het Mila Running Team van atletiekvereniging Atverni in Nieuwegein. Hij gaat hier talenten met ambitie begeleiden naar de wegatletiek en in de toekomst naar de marathon. De trainers Leen Born en Rob Druppers reageerden verheugd over deze ontwikkeling: "Dit moet een enorme stimulans zijn voor alle hardlooptalenten in midden Nederland."

## Nederlandse kampioenschappen
| Onderdeel | Jaar                   |
| --------- | ---------------------- |
| marathon  | 1991, 1992, 1993, 1995 |

## Persoonlijke records
Baan
| Onderdeel | Prestatie | Datum        | Plaats    |
| --------- | --------- | ------------ | --------- |
| 3000 m    | 8.13,3    | 19 juli 1991 | Amsterdam |
| 5000 m    | 13.53,23  | 30 mei 1992  | Kerkrade  |
| 10.000 m  | 28.47,35  | 26 juli 1991 | Eindhoven |

Weg
| Onderdeel      | Prestatie | Datum            | Plaats              |
| -------------- | --------- | ---------------- | ------------------- |
| 10 km          | 28.47     | 14 april 1991    | Brunssum            |
| 15 km          | 44.03     | 21 november 1993 | Nijmegen            |
| 10 Eng. mijl   | 47.13     | 29 mei 1994      | Tilburg             |
| 20 km          | 59.20     | 11 maart 1995    | Alphen aan den Rijn |
| halve marathon | 1:02.31   | 3 augustus 1991  | Onderdijk           |
| 25 km          | 1:15.31   | 8 september 1990 | Kassel              |
| marathon       | 2:10.27   | 19 april 1998    | Rotterdam           |

## Palmares

### 10.000 m
- 1992:  NK - 28.51,90

### 10 km
- 1986:  Singelloop Utrecht
- 1988:  Singelloop Utrecht - 30.32
- 1989:  Singelloop Utrecht - 29.46
- 1991:  Parelloop - 28.47
- 1992:  Parelloop - 29.11
- 1999: 12e Parelloop - 30.09

### 15 km
- 1989: 5e Zevenheuvelenloop - 45.40
- 1990:  Zevenheuvelenloop - 45.49
- 1991:  Plassenloop - 46.21
- 1992: 4e Zevenheuvelenloop - 44.21
- 1993: 4e Zevenheuvelenloop - 44.03
- 1994: 27e Zevenheuvelenloop - 47.03
- 2001: 17e Montferland Run - 48.03
- 2002: 9e Postbankloop - 48.46
- 2002: 18e Montferland Run - 48.30
- 2002: 25e Zevenheuvelenloop - 47.52
- 2003: 11e Postbankloop - 49.59

### 10 Eng. mijl
- 1990: 11e Dam tot Damloop - 48.14
- 1993:  Tilburg Ten Miles - 48.23
- 1994:  Tilburg Ten Miles - 47.13
- 1998:  Kenwood 10 mile - 49.04

### 20 km
- 1992:  20 van Alphen - 59.37
- 1993:  20 van Alphen - 59.33
- 1995: 4e 20 van Alphen - 59.20
- 1997: 9e 20 van Alphen - 59.33
- 1998: 8e 20 van Alphen - 1:00.06
- 1998:  Zilveren Molenloop - 1:03.51

### halve marathon
- 1990: 10e City-Pier-City Loop - 1:04.35
- 1990:  Bredase Singelloop - 1:02.52
- 1991: 4e City-Pier-City Loop - 1:02.51
- 1991:  halve marathon van Onderdijk - 1:02.31
- 1992:  halve marathon van Egmond - 1:04.10
- 1992:  NK in Onderdijk - 1:03.14
- 1993: 8e halve marathon van Egmond - 1:04.44
- 1993:  NK in Sittard - 1:03.54
- 1994: 12e City-Pier-City Loop - 1:03.38
- 1995: 6e halve marathon van Egmond - 1:04.35
- 1995: 13e City-Pier-City Loop - 1:04.04
- 1996: 13e halve marathon van Egmond - 1:05.46
- 1997: 22e City-Pier-City Loop - 1:03.33
- 1998: 15e City-Pier-City Loop - 1:03.17

### marathon
- 1991:  NK in Rotterdam - 2:12.48 (8e overall)
- 1991: 8e marathon van Berlijn - 2:12.47
- 1992:  NK in Rotterdam - 2:11.53 (4e overall)
- 1992: 15e OS - 2:15.47
- 1993:  NK in Rotterdam - 2:13.17 (6e overall)
- 1993:  WK - 2:15.12
- 1994: 29e marathon van Parijs - 2:18.47 (na 23 km aangereden door motor)
- 1994: 5e marathon van Berlijn - 2:10.49
- 1995:  NK in Rotterdam - 2:10.36 (2e overall)
- 1996: DNF marathon van Enschede
- 1996: 5e marathon van Amsterdam - 2:17.00
- 1996: 45e OS - 2:20.48
- 1997: 8e marathon van Turijn - 2:13.45
- 1997: DNF marathon van Amsterdam (uitgestapt wegens heupblessure)
- 1998: 6e marathon van Rotterdam - 2:10.27
- 1999: DNF marathon van Rotterdam

### overige afstanden
- 1987:  Singelloop Utrecht (9 km) - 27.09
- 1992:  Asselronde (27,5 km) - 1:25.05

### veldlopen
- 1989: 17e NK in Landgraaf - 40.19
- 1989: 11e Warandeloop - 31.16
- 1990: 12e NK in Deurne - 40.26
- 1992: 10e Warandeloop - 30.44
- 1993: 6e NK in Landgraaf - 36.49

## Onderscheidingen
- KNAU-atleet van het jaar - 1993, 1994, 1995
- Unie-erekruis in goud van de KNAU - 1994